# Гейл, Маркус
Ма́ркус Э́нтони Гейл (англ. Marcus Anthony Gayle; род. 27 сентября 1970, Хаммерсмит, Большой Лондон) — английский и ямайский футболист, выступал за сборную Ямайки с 1998 по 2002 год. Гейл мог играть на позиции нападающего или полузащитника, а в конце карьеры он также выступал как центральный защитник.

## Клубная карьера

### «Брентфорд»
Гейл начал свою карьеру в «Брентфорде» в 1989 году. Всего в составе этого клуба он забил 26 голов за 193 матчей.
В 1990 году Гэйл был арендован финским клубом «КуПС», после чего он стал игроком основы в «Брентфорде». В то время «Брентфорд» играл в Третьем дивизионе Англии и боролся за попадание во Второй дивизион. В сезоне 1990/91 Гейл сыграл 33 матча и забил 6 мячей, но это не помогло его клубу подняться дивизионом выше. В сезоне 1991/92 Маркус Гейл был ключевым игроком команды, забив в 38 матчах 6 голов. Это позволило «Брентфорду» занять место в новом Первом дивизионе Англии (ранее он назывался Вторым дивизионом). В сезоне 1992/93 Гэйл отыграл на высоком уровне. 24 марта 1994 года он вместе со своим хорошим другом и партнёром по команде Гари Биссетом перешёл в «Уимблдон», который в том сезоне финишировал на шестом месте в английской Премьер-лиге.

### «Уимблдон»
Дебют Гейла за новый клуб состоялся через два дня после приезда в команду в матче с «Лидс Юнайтед» («Уимблдон» выиграл 1:0). В сезоне 1993/94 он сыграл всего 10 матчей и ни разу не отличился. Он забил два гола в сезоне 1994/95 за 23 встречи, а «Уимблдон» закончил сезон на девятом месте. В сезоне 1995/96 он пропустил всего лишь 4 матча лиги, забил 5 голов и помог клубу занять 14 место в Английской Премьер-лиге. Лучшим сезоном Гейла в «Уимблдоне» стал 1996/97. Гейл забил 9 мячей в Премьер-лиге, и его команда заняла девятое место в чемпионате, а также дошла до полуфиналов двух внутренних кубков. Гейл забил победный мяч за «Уимблдон» в переигровке матча четвёртого раунда Кубка Англии против «Манчестер Юнайтед» в феврале 1997 года. В том матче это был единственный мяч, и «Уимблдон» сенсационно выиграл со счётом 1:0.
Сезон 1997/98 был для футболиста менее успешным. Гейл провёл 30 матчей, но забил только дважды. Этот сезон «Уимблдон» начал хорошо и был в пятёрке лучших команд по ходу чемпионата, но вторая половина чемпионата оказалась провальной. В итоге «Уимблдон» финишировал на пятнадцатом месте. В сезоне 1998/99 Гейл смог забить 10 мячей в чемпионате, но его команде это не помогло, и они остались на 16 месте таблицы. В сезоне 1999/00 он отличился 7 раз, но допустив поражение команды от «Саутгемптона», «Уимблдон» покинул Премьер-лигу, после четырнадцати лет выступления в ней.
Гейл остался верен своей команде и провёл в её составе весь следующий сезон 2000/01, сыграв 32 матча и забив 3 мяча. Но в конце сезона он всё-таки был продан за 1 млн фунтов в шотландский клуб «Рейнджерс». За семь лет выступлений за «Уимблдон» он провёл 226 матчей чемпионата и забил 37 голов.

### Последние годы
За «Рейнджерс» Гэйл сыграл только четыре матча и в конце сезона был продан в английский «Уотфорд». В сезоне 2002/03 он был признан лучшим игроком клуба за сезон. Следующий сезон он также провёл на высоком уровне, а в сезоне 2004/05 Гэйл получил травму и покинул клуб в марте 2005 года.
Гейл вернулся в свой родной «Брентфорд» и сыграл за него 37 матчей (30 в чемпионате, 2 гола), затем 17 мая 2006 года был отпущен, и 2 июля Гейл подписал контракт с «Олдершот Таун». В этом клубе он оформил первый хет-трик за всю карьеру в матче против «Киддерминстер Харриерс» 14 октября 2006 года. После окончания сезона 2006/07 футболист перешёл в клуб Истмийской футбольной лиги АФК «Уимблдон». После матча с «Мейденхед Юнайтед» в рамках FA Trophy, где Гейл забил гол в ворота «Мейденхеда», Маркус Гейл стал единственным футболистом, сумевшим отличиться за оба клуба «Уимблдон».

## Карьера в сборной
Вершиной карьеры Гейла стал его вызов в сборную Ямайки. Он был включён в состав сборной Ямайки на чемпионате мира 1998 года.